# Airaca-Lau
Airaca-Lau (Airacalau, Airakalau) ist eine osttimoresische Aldeia im Suco Aituto (Verwaltungsamt Maubisse, Gemeinde Ainaro). 2015 lebten in der Aldeia 1461 Menschen.

## Geographie und Einrichtungen
Airaca-Lau ist die größte Aldeia des Sucos Aituto und nimmt den gesamten Südosten von ihm ein. Nördlich befindet sich die Aldeia Goulolo, nordwestlich die Aldeias Mau-Lefo und Russulau, westlich die Aldeia Lientuto und südwestlich die Aldeia Betulala. Im Nordwesten grenzt Airaca-Lau an den Suco Edi, im Osten an den Suco Manetú und im Süden an das Verwaltungsamt Same (Gemeinde Manufahi) mit seinem Suco Holarua. Der Colihuno, ein Nebenfluss des Carauluns, bildet die Grenze zu Edi.
Den äußersten Westen durchquert die Überlandstraße von Maubisse nach Same. An ihr liegt das Dorf Airaca-Lau, in dem sich ein Markt und zwei Kapellen befinden. Die übrige Besiedlung besteht vor allem aus verstreut stehenden einzelnen Häusern, die sich auf die gesamte Aldeia verteilen. Der Friedhof von Airaca-Lau liegt im Norden.